# Парханкі
Парханкі (пол. Parchanki) — село в Польщі, у гміні Домброва-Біскупія Іновроцлавського повіту Куявсько-Поморського воєводства.
Населення — 166 осіб (2011).
У 1975-1998 роках село належало до Бидгощського воєводства.

## Демографія
Демографічна структура станом на 31 березня 2011 року:
|          | Загалом | Допрацездатний вік | Працездатний вік | Постпрацездатний вік |
| -------- | ------- | ------------------ | ---------------- | -------------------- |
| Чоловіки | 79      | 14                 | 60               | 5                    |
| Жінки    | 87      | 13                 | 53               | 21                   |
| Разом    | 166     | 27                 | 113              | 26                   |